# Scolecomorphus
Scolecomorphus – rodzaj płazów beznogich z rodziny Scolecomorphidae.

## Zasięg występowania
Rodzaj obejmuje gatunki występujące w południowym Malawi oraz na wyżynach i w górach Tanzanii, prawdopodobnie również w Mozambiku.

## Systematyka
Rodzaj zdefiniował w 1883 roku belgijsko-brytyjski herpetolog George Albert Boulenger w artykule zatytułowanym Opis nowego rodzaju płazów beznogich, opublikowanym w czasopiśmie „The Annals and magazine of natural history”. Gatunkiem typowym jest (oznaczenie monotypowe) krótkogłowiec Kirka (S. kirkii).

### Etymologia
- Scolecomorphus: gr. σκωλεξ skōlex, σκωληκος skōlēkos ‘robak, glista, dżdżownica’; μορφη morphē ‘kształt, postać, forma’[1].
- Bdellophis: gr. βδελλα bdella ‘pijawka’; όφις όphis ‘wąż’[2]. Gatunek typowy (oznaczenie monotypowe): Bdellophis vittatus Boulenger, 1895.

### Podział systematyczny
Do rodzaju należą następujące gatunki:
- Scolecomorphus kirkii Boulenger, 1883 – krótkogłowiec Kirka
- Scolecomorphus uluguruensis Barbour & Loveridge, 1928
- Scolecomorphus vittatus (Boulenger, 1895)